# Robert G. Parr

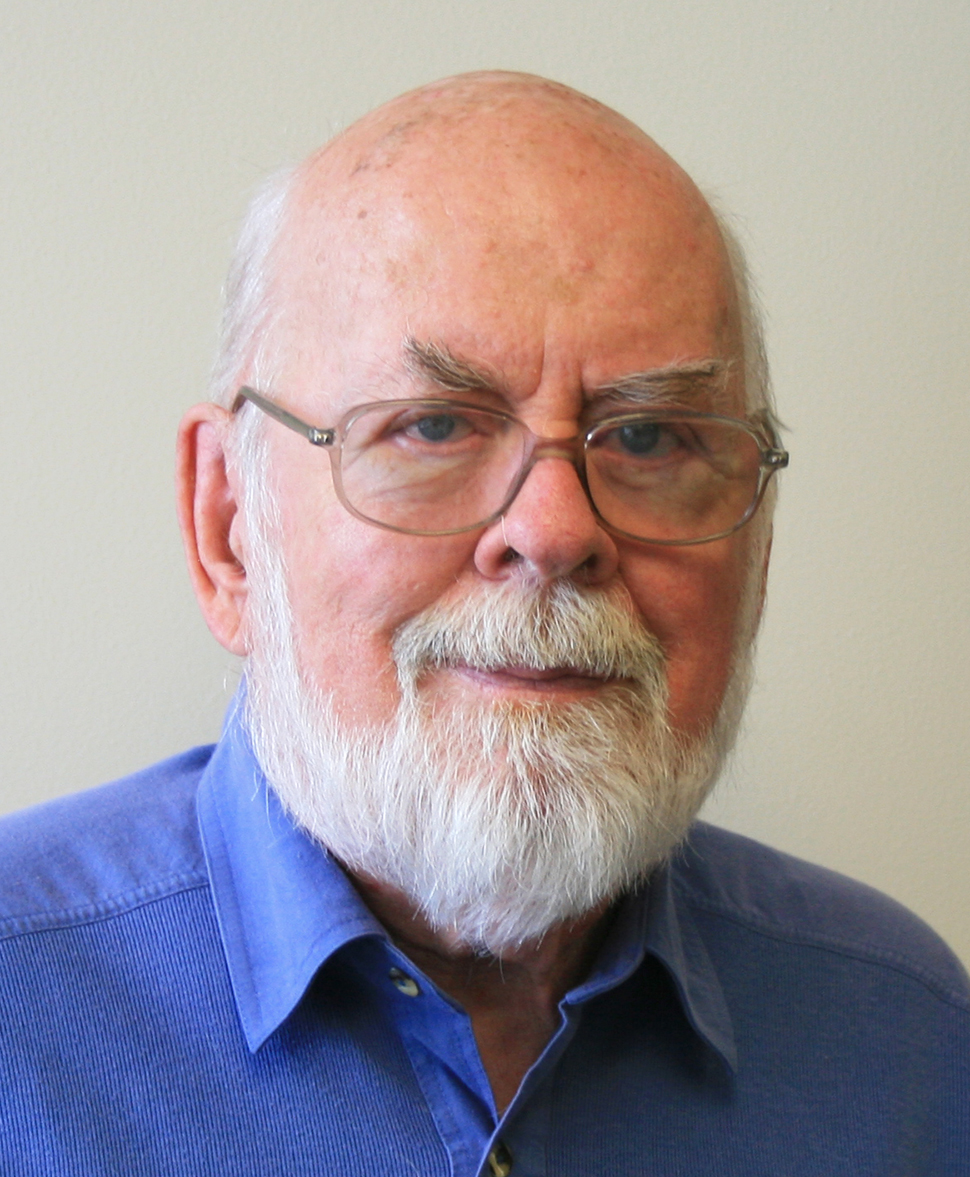
Robert G. Parr, 2008

Robert Ghormley Parr (* 22. September 1921 in Chicago, Illinois; † 27. März 2017) war ein theoretischer Chemiker, der sich mit der ab-initio- und semiempirischen Berechnung von Molekülorbitalen und -eigenschaften beschäftigte.

## Leben
Robert G. Parr wurde als Sohn eines Universitätsprofessors geboren. Er ging in Washington, D.C. zur Schule, studierte an der Brown-Universität in Providence, Rhode Island, USA (Abschluss: magna cum laude, 1942), und wurde 1947 an der University of Minnesota mit einer Arbeit im Bereich der Physikalischen Chemie (Kraftkonstanten von Benzol) promoviert. Von 1947 bis 1948 arbeitete er in Minnesota und wechselte 1948 zum Carnegie Institute of Technology in Pittsburgh, Pennsylvania, welches jetzt zur Carnegie Mellon University gehört und wo er 1957 Professor wurde. 1962 ging er zur Johns Hopkins University in Baltimore, Maryland, und 1974 zur University of North Carolina at Chapel Hill.
1956 wurde er Sloan Research Fellow und 1960 Fellow der American Physical Society. Seit 1973 war er Mitglied der National Academy of Sciences (NAS) und seit 1982 der American Academy of Arts and Sciences. 2004 erhielt er den NAS Award in Chemical Sciences und 2009 den Preis der American Chemical Society für Theoretische Chemie.

## Verdienste
Zusammen mit Rudolph Pariser entwickelte er eine Methode, angenäherte Molekülorbitale zu berechnen. Diese wurde 1953 veröffentlicht und ist als Pariser-Parr-Pople- oder PPP-Verfahren bekannt, da John A. Pople im selben Jahr die gleiche Vorgehensweise vorschlug. Er war auch der Verfasser von Büchern über Molekülorbitalstrukturen und -Theorien. Nach seinen Angaben hatte er den Ausdruck „ab initio“-Berechnung in einer seiner Veröffentlichungen als erster verwendet.

## Werke
- Robert G. Parr, Weitao Yang: Density-Functional Theory of Atoms and Molecules (= International Series of Monographs on Chemistry. Band 16). Oxford University Press ; Clarendon Press, New York : Oxford [England] 1989, ISBN 978-0-19-504279-5 (englisch, archive.org).